# Openclipart

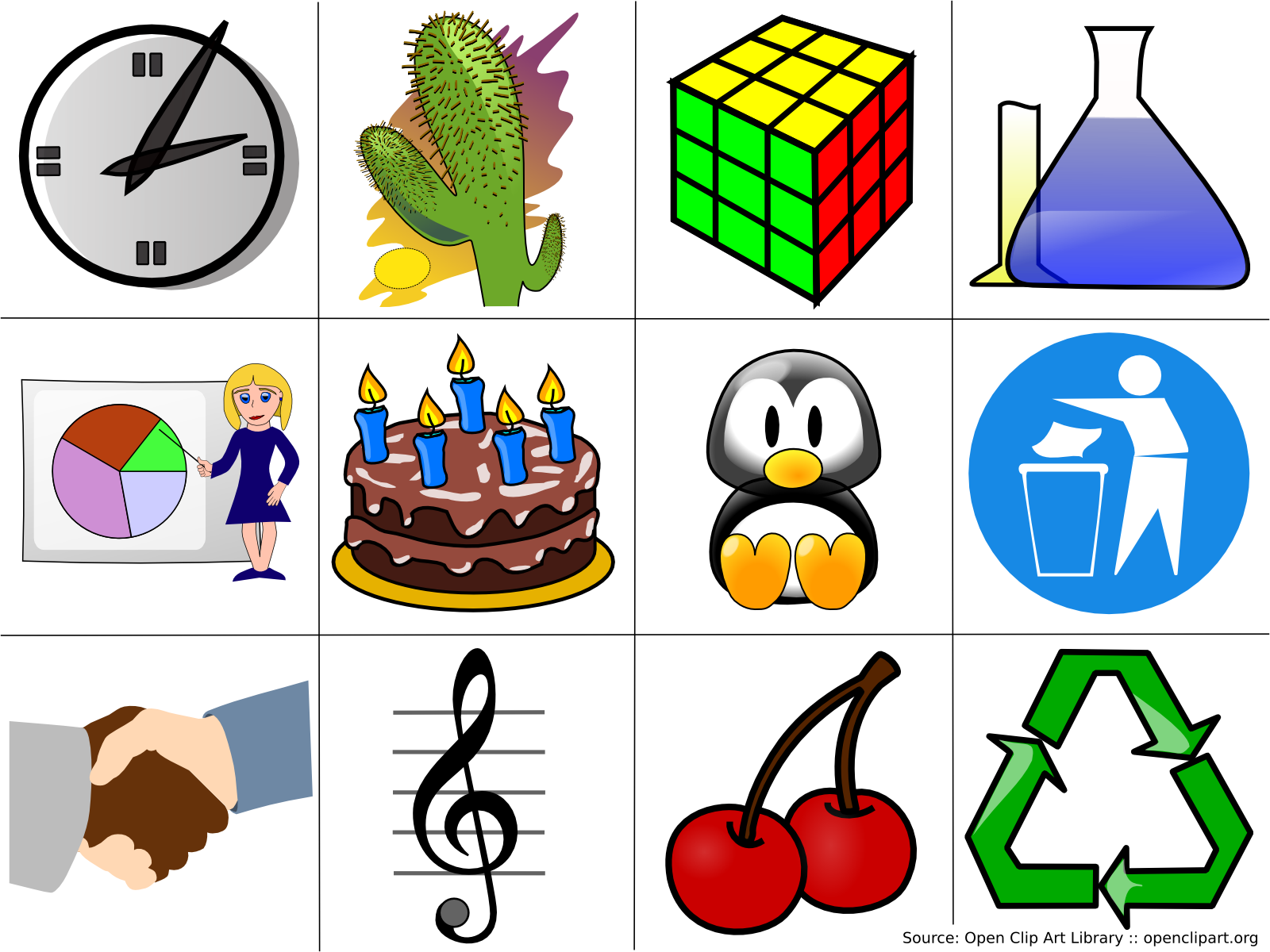
Przykłady klipartów z projektu Openclipart

Openclipart (ang. Open Clip Art Library), nazywana w skrócie OCAL – międzynarodowy projekt mający na celu rozpowszechnianie grafik w wektorowym formacie SVG i udostępniania ich do domeny publicznej, w tym celu cała zawartość udostępniana na stronie została objęta licencją Creative Commons CC0. Artyści tworzą, udostępniają i remiksują pracę innych.

## Historia
Projekt powstał w roku 2004 z inicjatywy Jona Phillipsa i Bryce'a Harringtona, z pierwotnym zamysłem zebrania kolekcji grafik flag państw całego świata. W 2010 w bibliotece było dostępnych ponad 24 000 obrazów autorstwa około 1200 osób. Niektóre dystrybucje systemów Linux posiadają wbudowane kolekcje klipartów zaczerpnięte z projektu Openclipart.
Wersja projektu Openclipart w wersji 2.0 przestała używać starego oprogramowania ccHost na rzecz Frameworka AIKI, który pozwala na łatwiejsze modyfikowanie i zarządzenie stroną. Strona jest cały czas udoskonalana. Grupy programistów tworzących stronę korzystają z systemu Launchpad i pomagają także rozwijać Framework AIKI, który jest „poligonem doświadczalnym”, na którym mogą przetestować ulepszenia w obu projektach.

## Wolna treść
Początkowo wymagano, aby w serwisie były umieszczane jedynie grafiki nie objęte majątkowymi prawami autorskimi (np. flagi) oraz takie, które ich twórcy przekazali do domeny publicznej. Od 2016 roku publikacja treści w serwisie oznacza zgodę na objęcie ich licencją Creative Commons Zero.
W projekcie oprócz oryginalnych grafik wykorzystane są zwektoryzowane obrazy pochodzące z zewnętrznych źródeł, m. in. z Urzędu Patentów Stanów Zjednoczonych, Biblioteki Kongresu oraz z repozytorium Wikimedia Commons. Z kolei zasoby Openclipart wykorzystywane są m. in. w Wikimedia Commons oraz na komercyjnych stronach udostępniających darmowe kliparty.
Zamieszczane są tam także zwektoryzowane grafiki wygenerowane przez AI.